# قیف‌دندان می
قیف‌دندان می (نام علمی: Meiconodon) نام یک سرده از تیره سه‌قیف‌دندانان است.